# 1408 Trusanda
1408 Trusanda је астероид главног астероидног појаса са пречником од приближно 32,46 .
Афел астероида је на удаљености од 3,389 астрономских јединица (АЈ) од Сунца, а перихел на 2,833 АЈ.
Ексцентрицитет орбите износи 0,089, инклинација (нагиб) орбите у односу на раван еклиптике 8,345 степени, а орбитални период износи 2004,733 дана (5,488 година).
Апсолутна магнитуда астероида је 11,00 а геометријски албедо 0,066.
Астероид је откривен 23. новембра 1936. године.